# Sofia Helin
Sofia Margareta Götschenhjelm Helin, född Helin den 25 april 1972 i Hovsta i Örebro län, är en svensk skådespelare.

## Biografi
Sofia Helin växte upp i Linghem utanför Linköping. Åren 1994–1996 gick hon på Calle Flygare Teaterskola. och åren 1997–2001 studerade hon vid Teaterhögskolan i Stockholm där hon gick i samma årskurs som bland andra Vanna Rosenberg, Sofia Bach och Joakim Nätterqvist.
Helin slog igenom 2004 med den guldbaggenominerade huvudrollen i Masjävlar. Hon spelade rollen Cecilia Algotsdotter i filmatiseringarna av Jan Guillous böcker om Arn Magnusson. Huvudrollen som polisinspektören Saga Norén i den svensk-danska tv-serien Bron från och med år 2011 ledde till hennes internationella genombrott, följt av roller i flera utländska filmer. År 2020 spelade hon huvudrollen som kronprinsessan Märtha av Norge i den norska dramaserien Atlantic Crossing.
Нon presenterade den danska juryns poäng i finalen av Melodifestivalen 2014.
Helin var sommarpratare i Sveriges Radios Sommar den 11 juli 2014.
Hon vann priset som "Årets kvinnliga skådespelare i en tv-produktion" under Kristallen 2014.
2020 läste hon Nyårsklockan i Tolvslaget på Skansen (SVT).

### Privatliv
Sofia Helin är gift med skådespelaren och prästen Daniel Götschenhjelm. Tillsammans har de två barn.
När hon var 25 år var hon med om en cykelolycka som gav henne ett synligt ärr i ansiktet.

## Filmografi
- 1996–1997 – Rederiet (TV-serie)
- 1996 – Anna Holt (TV-serie)
- 1997 – Aspiranterna
- 1998 – OP7 (TV-serie)
- 2002 – Beck – Sista vittnet
- 2003 – Rånarna
- 2003 – Tusenbröder
- 2003 – Älskade du
- 2004 – Masjävlar
- 2004 – Fyra nyanser av brunt
- 2004 – Rånarna
- 2005 – Blodsbröder
- 2005 – Pappas lilla tjockis
- 2006 – Sökarna – Återkomsten
- 2007 – Nina Frisk
- 2007 – Arn – Tempelriddaren
- 2007 – Leende guldbruna ögon (TV-serie)
- 2008 – Arn – Riket vid vägens slut
- 2008 – Goda råd
- 2008 – Balladen om Marie Nord och hennes klienter
- 2009 – Metropia
- 2011 – Åsa-Nisse – wälkom to Knohult
- 2011 – Svaleskär (TV-serie)
- 2011–2018 – Bron (TV-serie)
- 2013 – Gåtan Ragnarök
- 2017 – Berlin – under samma himmel
- 2017 – Die göttliche Ordnung
- 2017 – 30 liv i veckan (TV-serie)
- 2020 – Atlantic Crossing (TV-serie)
- 2021 – Exit (TV-serie)
- 2021 – Utvandrarna
- 2022 – Lust (TV-serie)
- 2023 – Limbo (TV-serie)
- 2023 – Sanningen (TV-serie)
- 2023 – Alex Rider (TV-serie) Säsong 3

## Teaterroller (ej komplett)
| År   | Roll   | Produktion          | Regi       | Teater      |
| ---- | ------ | ------------------- | ---------- | ----------- |
| 2006 | Mamman | Terminal Lars Norén | Lars Norén | Riksteatern |